# Евиденс Макгопа
Евиденс Макгопа (на английски: Evidence Makgopa) е южноафрикански футболист, играещ като нападател за южноафриканския Орландо Пайрътс и националния отбор на ЮАР. Участник на Олимпийските игри 2020. Бронзов медалист в Купата на африканските нации 2023 където бележи първия гол в 1/8 финала за отбора си срещу Мароко за победата с 2:0. 

## Успехи
ЮАР
- Купа на африканските нации
  -  Бронзов медал (3 място) (1): 2023